# 挽舟嶺戰鬥
挽舟嶺戰鬥發生於1934年4月28日，地點則是在中國福建建寧。是第一次国共内战主要戰鬥之一。該戰鬥交戰一方為中華民國國民革命軍，另一方則為中國共產黨所領導之中國工農紅軍。戰鬥末了，國軍攻佔該據點並構築碉堡。